# Lutzomyia renei
Lutzomyia renei är en tvåvingeart som först beskrevs av Martins A. V., Falcão A. L., Silva J. E. 1957.  Lutzomyia renei ingår i släktet Lutzomyia och familjen fjärilsmyggor. Inga underarter finns listade i Catalogue of Life.